# 新田義美
新田 義美（にった よしてる、1899年3月2日 - 1969年11月20日）は、昭和時代の華族、男爵。

## 人物
岩松新田氏・新田忠純の子。兄弟は俊子（今村繁三室）、てい（桂与一室）、幸子（四女、松平慶民室）、義郎（北畠克通養子）、義之（岩松純行養子）ら。妻は高浜虚子の娘宵子。男子はなく、娘に武子、恭子、汪子（山田栄作妻）、公子（宇佐美承妻）、容子（国井文扶妻）、矩子（小谷野晃一妻）。
1926年（大正15年）に明治大学政治経済学部を卒業し、第一生命保険相互会社に勤務する。1966年（昭和41年）、自身が所蔵していた古文書や絵画など約9,000点を群馬大学に寄贈し、現在新田文庫として公開されている。婿の山田栄作と娘汪子の間の陽子（孫娘）が跡を継いだ。 
分倍河原の戦いの戦場跡の記念碑の文言は義美のものである。